# Philipp von Frankreich (1116–1131)

Grab von König Philipp

Philipp von Frankreich (* 29. August 1116; † 13. Oktober 1131 in Paris) war französischer König von 1129 bis 1131.

## Leben
Philipp war der älteste Sohn von König Ludwig VI. von Frankreich und dessen Gemahlin Adelheid von Savoyen. Philipp war der Lieblingssohn seines Vaters und wurde darum am 14. April 1129 als erst 12-Jähriger zu dessen Mitregenten gekrönt. Als König handelte er jedoch ungehorsam gegenüber seinem Vater und folgte nicht dessen Ratschlägen oder strengen Vorgaben. Philipps Regentschaft war jedoch kurz. Im Alter von 15 Jahren ritt er mit seinen Gefolgsleuten in Paris entlang der Seine, als sein Pferd plötzlich vor einem Schwein scheute. Philipp wurde über den Kopf seines Pferdes geschleudert und zog sich so starke Verletzungen zu, dass er am Tag darauf verstarb, ohne vorher das Bewusstsein wiedererlangt zu haben. Er wurde in der Basilika Saint-Denis begraben.
Sein Bruder Ludwig VII. folgte ihm als Thronerbe und Mitregent seines Vaters. Ludwig löste als Alleinregent das Gelübde seines Bruders ein, Jerusalem und das Grab Christi zu besuchen.
Da Philipp nur als Mitregent seines Vaters herrschte, trägt er keine Ordinalzahl, obwohl er bereits der zweite französische König mit dem Namen Philipp war. Als Philipp II. wird erst sein Neffe Philipp, der Sohn seines Bruders, bezeichnet.